# WrestleMania IV
WrestleMania IV var den fjerde udgave af pay-per-view-showet WrestleMania produceret af World Wrestling Federation. Det fandt sted 27. marts 1988 fra Trump Plaza i Atlantic City, New Jersey.
Showet bestod bl.a. af en VM-titelturnering med 14 wrestlere. Vinderen af turneringen blev således ny verdensmester og indehaver af WWF Championship. Baggrunden for VM-titelturneringen går helt tilbage til WrestleMania III, der blev afholdt i marts 1987. Her havde Hulk Hogan besejret André the Giant i en VM-titelkamp. De to wrestlere fortsatte dog med at kæmpe mod hinanden, og ved den første Royal Rumble i januar 1988 skrev de under på en kontrakt om en ny VM-titelkamp. Den fandt sted under en episode af tv-programmetThe Main Event, og der vandt André the Giant under kontroversielle omstændigheder titlen fra Hogan. Dommeren var blevet bestukket af André the Giant tagteam-makker "The Million Dollar Man" Ted DiBiase. Efter kæmpens VM-titelsejr solgte han straks VM-bæltet til Ted DiBiase. World Wrestling Federation syntes dog ikke om de kontroversielle omstændigheder og valgte at tage titlen fra Ted DiBiase. WWF bestemte kort efter, at en ny verdensmester skulle kåres i en titelturnering ved WrestleMania IV. 
Udover VM-titelturneringen bestod showet også af en række andre kampe, heriblandt en battle royal og to titelkampe.

## Resultater
- 20 Men Battle Royal: Bad News Brown vandt en battle royal med 20 wrestlere
  - De 20 wrestlere var Bad News Brown, Boris Zhukov, Bret Hart, Brian Blair, Danny Davis, George Steele, Harley Race, Hillbilly Jim, Jacques Rougeau, Jim Brunzell, Jim Neidhart, Jim Powers, Junkyard Dog, Ken Patera, Nikolai Volkoff, Paul Roma, Raymond Rougeau, Ron Bass, Sam Houston og Sika.
  - Bad News Brown eliminerede Bret Hart til sidst.
- 1. runde: Ted DiBiase (med Virgil og André the Giant) besejrede Hacksaw Jim Duggan
- 1. runde: Don Muraco (med Billy Graham) besejrede Dino Bravo (med Frenchy Martin) via diskvalifikation
- 1. runde: Greg Valentine (med Jimmy Hart) besejrede Ricky Steamboat
- 1. runde: Randy Savage (med Miss Elizabeth) besejrede Butch Reed (med Slick)
- 1. runde: One Man Gang (med Slick) besejrede Bam Bam Bigelow (med Oliver Humperdink)
- 1. runde: Rick Rude (med Bobby Heenan) og Jake Roberts kæmpede uafjort
  - Begge wrestlere blev dermed elimineret fra turneringen.
- Ultimate Warrior besejrede Hercules (med Bobby Heenan)
- 2. runde: Hulk Hogan og André the Giant (med Ted DiBiase og Virgil) kæmpede uafgjort
  - Både Hogan og André the Giant blev diskvalificeret, og de var dermed begge ude af turneringen.
- 2. runde: Ted DiBiase besejrede Don Muraco (med Billy Graham)
- 2. runde: Randy Savage (med Miss Elizabeth) besejrede Greg Valentine (med Jimmy Hart)
- WWF Intercontinental Championship: Brutus Beefcake besejrede Honky Tonk Man (med Jimmy Hart) via diskvalifikation
  - Trods nederlaget forsvarede Honky Tonk Man sin titel.
- The Islanders (Haku og Tama) og Bobby Heenan besejrede British Bulldogs (Davey Boy Smith og The Dynamite Kid) og Koko B. Ware
- Semifinale: Ted DiBiase vandt sin semifinale uden kamp, da både Hogan og André the Giant var blevet diskvalificeret.
- Semifinale: Randy Savage (med Miss Elizabeth) besejrede One Man Gang (med Slick) via diskvalifikation
- WWF World Tag Team Championship: Demolition (Ax og Smash) (med Mr. Fuji) besejrede Strike Force (Rick Martel og Tito Santana)
  - Demolition vandt dermed VM-bælterne.

Finale om WWF Heavyweight Championship: Randy Savage (med Miss Elizabeth og Hulk Hogan) besejrede Ted DiBiase (med André the Giant)
- - Randy Savage kunne med hjælp fra Hulk Hogan blive WWF's nye verdensmester.

### VM-titelturnering
| 1. runde        | 1. runde |  |                 | 2. runde       | 2. runde |  |  | Semifinaler  | Semifinaler |  |  | Finale       | Finale |
|                 |          |  |                 |                |          |  |  |              |             |  |  |              |        |
| Hulk Hogan      |          |  |                 |                |          |  |  |              |             |  |  |              |        |
| bye             |          |  |                 | Hulk Hogan     |          |  |  |              |             |  |  |              |        |
| André the Giant |          |  | André the Giant |                |          |  |  |              |             |  |  |              |        |
| bye             |          |  |                 |                |          |  |  | bye          |             |  |  |              |        |
| Ted DiBiase     |          |  |                 |                |          |  |  | Ted DiBiase  |             |  |  |              |        |
| Jim Duggan      |          |  |                 | Ted DiBiase    |          |  |  |              |             |  |  |              |        |
| Don Moraco      |          |  | Don Moraco      |                |          |  |  |              |             |  |  |              |        |
| Dino Bravo      |          |  |                 |                |          |  |  |              |             |  |  | Ted DiBiase  |        |
| Greg Valentine  |          |  |                 |                |          |  |  |              |             |  |  | Randy Savage |        |
| Ricky Steamboat |          |  |                 | Greg Valentine |          |  |  |              |             |  |  |              |        |
| Randy Savage    |          |  | Randy Savage    |                |          |  |  |              |             |  |  |              |        |
| Butch Reed      |          |  |                 |                |          |  |  | Randy Savage |             |  |  |              |        |
| One Man Gang    |          |  |                 |                |          |  |  | One Man Gang |             |  |  |              |        |
| Bam Bam Bigelow |          |  |                 | One Man Gang   |          |  |  |              |             |  |  |              |        |
| Jake Roberts    |          |  | bye             |                |          |  |  |              |             |  |  |              |        |
| Rick Rude       |          |  |                 |                |          |  |  |              |             |  |  |              |        |